# Ctenoplusia edora
Ctenoplusia edora är en fjärilsart som beskrevs av Louis Beethoven Prout 1927. Ctenoplusia edora ingår i släktet Ctenoplusia och familjen nattflyn. Inga underarter finns listade i Catalogue of Life.